# أوراق نقدية من فئة الجنيه الإسترليني
الجنيه الإسترليني (الرمز: £ ؛ رمز العملة ISO 4217 : GBP) هو العملة الرسمية للمملكة المتحدة، وجيرسي، وغيرنزي، وجزيرة مان، والإقليم البريطاني في القارة القطبية الجنوبية، وجورجيا الجنوبية وجزر ساندويتش الجنوبية، وتريستان دا كونا.
يحتكر بنك إنجلترا قانون لإصدار الأوراق النقدية في إنجلترا وويلز. ولأسباب تاريخية، تصدر ستة بنوك ( ثلاثة في اسكتلندا وثلاثة في أيرلندا الشمالية ) حيث أن أوراقها النقدية الخاصة التي يتداولوها في المناطق المعنية، ولكن القانون يطلب أن تحتفظ البنوك المصدرة بمبلغ من أوراق بنك إنجلترا النقدية (أو الذهب) فيكون يعادل القيمة الإجمالية للأوراق النقدية الصادرة.
إصدارات الجنيه الإسترليني التي تصدرها التبعيات التاجية والمناطق الأخرى تخضع للتنظيم من قبل حكوماتها المحلية وليس بنك إنجلترا. كما أن هناك ثلاث أقاليم بريطانية في الخارج ( جبل طارق، وسانت هيلينا، وجزر فوكلاند) لديها عملات تسمى الجنيه الإسترليني والتي تعادل قيمة الجنيه الإسترليني.

## الأوراق النقدية المتداولة حاليًا لبنك إنجلترا
تتكون الأوراق النقدية بالجنيه الإسترليني المتداولة حاليًا من أوراق السلسلة G من بنك إنجلترا بفئات 5 جنيهات إسترلينية و10 جنيهات إسترلينية و20 جنيهًا إسترلينيًا و50 جنيهًا إسترلينيًا. يظهر وجه هذه الأوراق النقدية الصادرة حتى 4 يونيو 2024 صورة إليزابيث الثانية التي قدمت في الأصل في عام 1990. بدءًا من 5 يونيو 2024، بدأ بنك إنجلترا في إصدار أوراق نقدية تحتوي على صورة لتشارلز الثالث، والتي سيتم تداولها جنبًا إلى جنب مع أوراق إليزابيث الثانية و استبدلها تدريجيًا. تقوم بعض البنوك المختارة في اسكتلندا وأيرلندا الشمالية أيضًا بإصدار الأوراق النقدية الخاصة بها على قدم المساواة مع إصدارات بنك إنجلترا. الأوراق النقدية الاسكتلندية والأيرلندية الشمالية، والتي ليست مناقصة قانونية ولكنها سندات إذنية، يرفضوها أحيانًا كدفعة في إنجلترا من قبل التجار الذين ليسوا على دراية بها.
| قيمة                               | أبعاد (مليمتر)                     | اللون الرئيسي                      | اللون الرئيسي                      | الشكل العكسي | تاريخ الإصدار                      |
| أوراق نقدية من البوليمر من الفئة G | أوراق نقدية من البوليمر من الفئة G | أوراق نقدية من البوليمر من الفئة G | أوراق نقدية من البوليمر من الفئة G | أوراق نقدية من البوليمر من الفئة G | أوراق نقدية من البوليمر من الفئة G |
| ---------------------------------- | ---------------------------------- | ---------------------------------- | ---------------------------------- | --- | ---------------------------------- |
| 5 جنيهات إسترلينية                 | 125 × 65                           |                                    | فيروزي/أزرق                        | صورة لوينستون تشرشل عام 1941، بريشة يوسف كارش ، وبرج إليزابيث، والمتاهة في قصر بلينهايم ، والاقتباس "ليس لدي ما أقدمه سوى الدم والتعب والدموع والعرق" من خطاب ألقاه تشرشل عام 1940 ، وميدالية جائزة نوبل .                                         | 13 سبتمبر 2016                     |
| 10 جنيهات إسترلينية                | 132 × 69                           |                                    | البرتقالي                          | صورة للمؤلفة جين أوستن (حوالي عام 1810) بواسطة جيمس أندروز، استنادًا إلى صورة لشقيقتها كاساندرا ، الاقتباس "أعلن بعد كل شيء أنه لا يوجد متعة مثل القراءة!" من كبرياء وتحامل ، رسم توضيحي لإليزابيث بينيت ومنظر لحديقة جودميرشام في كينت.            | 14 سبتمبر 2017                     |
| 20 جنيها إسترلينيا                 | 139 × 73                           |                                    | أرجواني                            | صورة ذاتية للفنان جوزيف مالورد ويلفريد تيرنر (حوالي عام 1799)، ونسخة من لوحة "المقاتل تيميراير" لتيرنر، والاقتباس "الضوء هو لون إذن" من محاضرة ألقاها تيرنر عام 1818، ونسخة من توقيع تيرنر كما تم إجراؤه في وصيته.                                 | 20 فبراير 2020                     |
| 50 جنيها إسترلينيا                 | 146 × 77                           |                                    | أحمر                               | صورة فوتوغرافية تعود إلى عام 1951 لعالم الرياضيات ورائد علوم الكمبيوتر آلان تورينج مع صيغ من إثبات تورينج والرسومات الفنية لقنبلة ، والاقتباس "هذه مجرد مقدمة لما هو آتٍ وظل لما سيكون" من مقابلة عام 1949 مع صحيفة التايمز ، على خلفية Pilot ACE . | 23 يونيو 2021                      |

## تاريخ
كانت البنوك المملوكة للقطاع الخاص حتى منتصف القرن التاسع عشر، في بريطانيا العظمى وأيرلندا تتمتع بالحرية في إصدار الأوراق النقدية الخاصة بها. حيث أن العملة الورقية الصادرة عن مجموعة من الشركات المصرفية الإقليمية في إنجلترا و ويلز واسكتلندا وأيرلندا يتداولوها بحرية كوسيلة للدفع.
وبما أن نقص الذهب أثر على المعروض من النقود، فقد قيدت سلطات البنوك في إصدار الأوراق النقدية تدريجيًا من خلال قوانين مختلفة أصدرها البرلمان، حتى منح قانون ميثاق البنك لعام 1844 سلطات إصدار الأوراق النقدية الحصرية للبنك المركزي في إنجلترا. وبموجب هذا القانون، لم تتمكن أي من البنوك جديدة أن تبدأ في إصدار أوراق نقدية؛ حيث اختفت البنوك المصدرة للأوراق النقدية تدريجيا من خلال عمليات الدمج والإغلاق. وقد أصدر آخر الأوراق النقدية الإنجليزية الخاصة في عام 1921 بواسطة Fox, Fowler and Company، وهو بنك في سومرست.
إن بعض أحكام الاحتكار الواردة في قانون ميثاق البنك لعام 1844 لا تنطبق إلا على إنجلترا وويلز. أقر قانون الأوراق النقدية (اسكتلندا) لعام 1845 في العام التالي، وحتى يومنا هذا، تحتفظ ثلاثة بنوك تجزئة بالحق في إصدار الأوراق النقدية الإسترليني الخاصة بها في اسكتلندا، وأربعة في أيرلندا الشمالية. حيث يجب أن تكون الأوراق النقدية الصادرة بما يتجاوز قيمة الأوراق النقدية القائمة في عام 1844 (1845 في اسكتلندا) مدعومة بقيمة معادلة من أوراق بنك إنجلترا.
بعد تقسيم أيرلندا، أنشأت الدولة الأيرلندية الحرة الجنيه الأيرلندي في عام 1928؛ تم ربط العملة الجديدة بالجنيه الاسترليني حتى عام 1979. وقد وقع إصدار الأوراق النقدية للجنيه الأيرلندي تحت سلطة لجنة العملة في جمهورية أيرلندا، والتي شرعت في استبدال الأوراق النقدية الخاصة بإصدار واحد من الأوراق النقدية الموحدة في عام 1928. في عام 1928، خفض قانون العملة والأوراق النقدية لعام 1928 الحد الائتماني للأوراق النقدية الصادرة من البنك الأيرلندي بالجنيه الاسترليني المتداولة في أيرلندا الشمالية لمراعاة انخفاض حجم الإقليم المعني.
لم تكن إليزابيث الثانية أول ملكة بريطانية تضع وجهها على الأوراق النقدية في المملكة المتحدة. ظهر جورج الثاني وجورج الثالث وجورج الرابع على الأوراق النقدية المبكرة لبنك اسكتلندا الملكي، وظهر جورج الخامس على الأوراق النقدية بقيمة 10/- و1 جنيه إسترليني الصادرة عن الخزانة البريطانية بين عامي 1914 و1928. ومع ذلك، قبل إصدار الأوراق النقدية من الفئة C في عام في عام 1960، لم تكن الأوراق النقدية لبنك إنجلترا تصور الملك بشكل عام. واليوم، لا تصور الأوراق النقدية الصادرة عن البنوك الاسكتلندية والأيرلندية الشمالية الملك.
صور الملك على الأوراق النقدية الصادرة عن الجهات التابعة للتاج وعلى بعض الأوراق النقدية الصادرة عن أقاليم ما وراء البحار.
التنوع الكبير في الأوراق النقدية الإسترليني المتداولة يعني أن قبول الأوراق النقدية الإسترليني المختلفة يختلف. وقد يعتمد قبولهم على خبرة وفهم تجار التجزئة الأفراد، ومن المهم فهم فكرة «العطاء القانوني».
باختصار، يستخدم الأوراق النقدية المختلفة على النحو التالي:

### أوراق نقدية من بنك إنجلترا
تستخدم ثلاث مناطق بريطانية في الخارج عملاتها الخاصة المنفصلة المقومة بالجنيه الإسترليني والتي تعادل الجنيه الإسترليني. تقوم حكومات هذه الأقاليم بطباعة أوراقها النقدية الخاصة والتي لا يجوز استخدامها عمومًا إلا داخل أراضيها الأصلية. عادة ما يتم تداول أوراق بنك إنجلترا جنبًا إلى جنب مع الإصدارات الورقية المحلية وتقبل كعملة قانونية.

### الأوراق النقدية الاسكتلندية
هذه هي العملة المعترف بها في اسكتلندا، على الرغم من أنها ليست عملة قانونية (كما هي الحال بالنسبة لأوراق بنك إنجلترا). يقبلها التجار دائمًا في اسكتلندا، وعادةً ما يقبلوها في أماكن أخرى بالمملكة المتحدة. ومع ذلك، قد لا يكون بعض الأشخاص خارج اسكتلندا على دراية بالملاحظات وقد ترفض في بعض الأحيان. ستقبل المؤسسات مثل بنوك المقاصة وجمعيات البناء ومكتب البريد الأوراق النقدية الاسكتلندية. تقوم فروع البنوك الاسكتلندية المصدرة للأوراق النقدية الموجودة في إنجلترا بتوزيع أوراق بنك إنجلترا ولا يُسمح لها بتوزيع أوراقها النقدية الخاصة من تلك الفروع. الأوراق النقدية الاسكتلندية الحديثة مقومة بالجنيه الإسترليني، ولها نفس قيمة أوراق بنك إنجلترا تمامًا؛ ولا ينبغي الخلط بينها وبين الجنيه الاسكتلندي السابق، وهي عملة منفصلة ألغيت عام 1707.

### الأوراق النقدية الأيرلندية الشمالية
تتمتع الأوراق النقدية الصادرة عن البنوك الأيرلندية الشمالية بنفس الوضع القانوني للأوراق النقدية الاسكتلندية من حيث أنها عبارة عن سندات دين صادرة بالجنيه الإسترليني ويمكن استخدامها في المعاملات النقدية في أي مكان بالمملكة المتحدة. ومع ذلك، نادرًا ما نراها خارج أيرلندا الشمالية. في إنجلترا وويلز، على الرغم من أن أي متجر سيقبل بها، إلا أنه غالبًا ما لا يقبلوها دون تفسير. وكما هو الحال مع الأوراق النقدية الاسكتلندية، فإن بنوك المقاصة وجمعيات البناء ستقبلها. لا ينبغي الخلط بين أوراق النقد بالجنيه الإسترليني الأيرلندي الشمالي والجنيه الأيرلندي (أو البونت )، العملة السابقة لجمهورية أيرلندا، والتي استبدلت باليورو في عام 2002.

### أوراق نقدية من التبعيات التاجية
تعد مناطق بيليويك في جيرسي وغيرنسي وجزيرة مان من ممتلكات التاج ولكنها تقع خارج المملكة المتحدة؛ هم في اتحاد العملة مع المملكة المتحدة ويصدرون الأوراق النقدية بالجنيه الإسترليني بتصميمات محلية (جنيه جيرزي وجيرنسي قابلان للتبادل بحرية داخل جزر القنال). وفي المملكة المتحدة، يقبلوها بشكل متقطع من قبل التجار. ومع ذلك، تقبل من قبل البنوك ومكاتب البريد ويمكن لحاملها استبدال هذه الأوراق النقدية بأوراق نقدية أخرى. كما يقومون بإصدار عملاتهم المعدنية الخاصة.

### الأقاليم البريطانية الخارجية
هناك أربعة عشر إقليمًا بريطانيًا فيما وراء البحار، يصدر العديد منها عملاتها الخاصة والتي تختلف بموجب ISO 4217: جبل طارق وجزر فوكلاند وسانت هيلينا وجزيرة أسنسيون وتريستان دا كونا لها جنيهاتها الخاصة التي تساوي الجنيه الإسترليني. لا يمكن استخدام هذه الأوراق النقدية في المملكة المتحدة أو خارج أراضيها الأصلية. جنيهات جزيرة فوكلاند صالحة أيضًا في جورجيا الجنوبية وجزر ساندويتش الجنوبية وإقليم أنتاركتيكا البريطاني. ومع ذلك، لا يمكن استخدام جنيهات سانت هيلينا في الأراضي المكونة لتريستان دا كونا، حيث يعتبر الجنيه الإسترليني العملة الرسمية الوحيدة.

## العطاء القانوني
يرتبط العطاء القانوني في المملكة المتحدة، على وجه التحديد بتسوية الديون: لا يمكن مقاضاة المدين بنجاح لعدم السداد إذا قام بدفع المبلغ المحدد إلى المحكمة بالعطاء القانوني. إن العطاء القانوني مخصص فقط لتسوية الديون المضمونة، ولا يعني الحق في الدفع نقدًا في سياقات أخرى.
لا يتعين تصنيف الأوراق النقدية كعملة قانونية حتى تكون مقبولة للتجارة؛ حيث تنفذ ملايين المعاملات التجارية بالتجزئة كل يوم في المملكة المتحدة باستخدام بطاقات الخصم وبطاقات الائتمان، ولا يعد أي منها دفعًا باستخدام عملة قانونية. وبالمثل، قد يعرض التجار قبول الدفع بالعملة الأجنبية، مثل اليورو أو الين أو الدولار الأمريكي. إن القبول كوسيلة للدفع هو في الأساس مسألة تتعلق بالاتفاق بين الأطراف المعنية.
إن الأوراق النقدية المتداولة التي تبلغ قيمتها ملايين الجنيهات الاسترلينية ليست عملة قانونية، ولكن هذا لا يعني أنها غير قانونية أو ذات قيمة أقل؛ وضعها هو «عملة قانونية» (أي أن إصدارها تمت الموافقة عليه من قبل البرلمان البريطاني) وهي مدعومة بأوراق مالية من بنك إنجلترا.
تعتبر أوراق بنك إنجلترا هي الأوراق النقدية الوحيدة التي تعتبر عملة قانونية في إنجلترا وويلز. الأوراق النقدية الاسكتلندية والأيرلندية الشمالية ليست عملة قانونية في أي مكان، والأوراق النقدية في جيرسي وغيرنسي ومانكس هي فقط عملة قانونية في ولاياتها القضائية. على الرغم من أن هذه الأوراق النقدية ليست عملة قانونية في المملكة المتحدة، فإن هذا لا يعني أنها غير قانونية بموجب القانون الإنجليزي، ويمكن للدائنين والتجار قبولها إذا اختاروا ذلك. من ناحية أخرى، يجوز للتجار اختيار عدم قبول الأوراق النقدية كوسيلة للدفع، حيث يسمح قانون العقود في جميع أنحاء المملكة المتحدة للأطراف بعدم الدخول في معاملة عند نقطة الدفع إذا اختاروا عدم القيام بذلك.
في اسكتلندا وأيرلندا الشمالية، لا توجد أوراق نقدية، ولا حتى تلك الصادرة عن البنوك المحلية، تعتبر عملة قانونية. تتمتع بوضع قانوني مماثل للشيكات أو بطاقات الخصم، حيث أن قبولها كوسيلة للدفع هو في الأساس مسألة اتفاق بين الأطراف المعنية، على الرغم من أن القانون الاسكتلندي يتطلب قبول أي عرض معقول لتسوية الدين.
حتى 31 ديسمبر/كانون الأول 1984، أصدر بنك إنجلترا أوراق نقدية بقيمة جنيه إسترليني واحد، وكانت هذه الأوراق النقدية تتمتع بوضع العطاء القانوني في اسكتلندا وأيرلندا الشمالية أثناء وجودها. حدد قانون العملة والأوراق النقدية لعام 1954 أوراق بنك إنجلترا التي تقل قيمتها عن 5 جنيهات إسترلينية كعملة قانونية في اسكتلندا. منذ سحب ورقة الجنيه الإنجليزي من التداول في عام 1988، فإن هذا يترك فضولًا قانونيًا في القانون الاسكتلندي حيث لا يوجد مناقصة ورقية قانونية في اسكتلندا. اقترحت وزارة الخزانة البريطانية توسيع نطاق صفة العطاء القانوني للأوراق النقدية الاسكتلندية. وقد عارض القوميون الاسكتلنديون هذا الاقتراح، حيث يعتقدون أنه من شأنه أن يقلل من استقلال القطاع المصرفي الاسكتلندي.
يجب أن تكون معظم الأوراق النقدية الصادرة عن البنوك المصدرة للأوراق المالية في اسكتلندا وأيرلندا الشمالية مدعومة بأوراق بنك إنجلترا التي يحتفظ بها البنك المصدر. ويبلغ الحجم الإجمالي لإصدارات الأوراق النقدية هذه أكثر من مليار جنيه إسترليني. لتمكين البنوك المصدرة للأوراق المالية من الاحتفاظ بقيم معادلة في أوراق بنك إنجلترا، يصدر بنك إنجلترا أوراقًا خاصة بفئتي مليون جنيه إسترليني («العمالقة») ومائة مليون جنيه إسترليني («العمالقة») للعملات الداخلية استخدامها من قبل البنوك الأخرى.
لم تعد الأوراق النقدية قابلة للاسترداد بالذهب، وسيقوم بنك إنجلترا فقط باسترداد الأوراق النقدية الإسترلينية مقابل المزيد من الأوراق النقدية أو العملات المعدنية. الجنيه الاسترليني المعاصر هو عملة ورقية مدعومة فقط بالأوراق المالية. في جوهرها، سندات إذنية من الخزانة تمثل الدخل المستقبلي من الضرائب المفروضة على السكان. ويطلق بعض الاقتصاديين على هذه العملة اسم «العملة القائمة على الثقة»، حيث يعتمد الجنيه الاسترليني على إيمان المستخدم بدلاً من أي نوع مادي.

## البنوك والجهات المصدرة
يوضح الجدول التالي البنوك أو السلطات المختلفة المرخص لها بطباعة الأوراق النقدية بالجنيه الإسترليني، مرتبة حسب المنطقة:
| المملكة المتحدة                    | المملكة المتحدة                                         | المملكة المتحدة |
| إنجلترا وويلز                      | اسكتلندا                                                | أيرلندا الشمالية |
| ---------------------------------- | ------------------------------------------------------- | --- |
| - بنك إنجلترا                      | - بنك اسكتلندا - بنك رويال اوف سكوتلاند - بنك كلايدسديل | - بنك أيرلندا - بنك دانسكه - بنك أولستر بنك تجزئة آخر، بنك فيرست تراست ، أصدرت أوراقها النقدية الخاصة حتى 30 يونيو 2020 |
| التبعيات التاجية                   |                                                         | |
| جزيرة مان                          | ولاية جيرسي                                             | مقاطعة غيرنزي |
| - حكومة جزيرة مان ( جنيه مانكس )   | - ولايات جيرسي ( جنيه جيرسي )                           | - ولايات غيرنزي ( جنيه غيرنزي )                                                                                         |
| الأقاليم البريطانية الخارجية       |                                                         | |
| جبل طارق                           | سانت هيلينا                                             | جزر فوكلاند |
| - حكومة جبل طارق ( جنيه جبل طارق ) | - حكومة سانت هيلينا ( جنيه سانت هيلينا )                | - حكومة جزر فوكلاند ( جنيه جزر فوكلاند )                                                                                |

| government   | = الأوراق المالية الصادرة عن الحكومة أو الخزانة |
| central bank | = أوراق مالية يصدرها البنك المركزي              |
| retail bank  | = الأوراق النقدية الصادرة عن بنك التجزئة        |

## أوراق نقدية من بنك إنجلترا
في عام 1921، حصل بنك إنجلترا على احتكار قانوني لإصدار الأوراق النقدية في إنجلترا وويلز، وهي العملية التي بدأت مع قانون ميثاق البنك لعام 1844 عندما تم تقييد حقوق البنوك الأخرى في إصدار الأوراق النقدية.
أصدر البنك أوراقه النقدية الأولى في عام 1694، على الرغم من أنها كانت مكتوبة قبل عام 1745 بمبالغ غير منتظمة، بدلاً من مضاعفات الجنيه المحددة مسبقًا. كانت أوقات الحرب تميل إلى فرض ضغوط تضخمية على الاقتصاد البريطاني، مما أدى إلى زيادة إصدار الأوراق النقدية. في عام 1759، أثناء حرب السنوات السبع، عندما كانت أقل قيمة أصدرها البنك هي 20 جنيهًا إسترلينيًا، أصدرت ورقة نقدية بقيمة 10 جنيهات إسترلينية لأول مرة. في عام 1793، أثناء الحرب مع فرنسا الثورية، أصدر البنك أول ورقة نقدية بقيمة 5 جنيهات إسترلينية. وبعد أربع سنوات، ظهرت الأوراق النقدية بقيمة 1 جنيه إسترليني و2 جنيه إسترليني، ولكن ليس على أساس دائم.
في بداية الحرب العالمية الأولى، أصدرت الحكومة سندات خزانة بقيمة 1 و10 جنيهات إسترلينية لتحل محل العملات الذهبية السيادية ونصف السيادية. تم إصدار أول الأوراق النقدية الملونة في عام 1928، وكانت أيضًا أول الأوراق النقدية التي يتم طباعتها على كلا الجانبين. شهدت الحرب العالمية الثانية انعكاسًا في اتجاه الحرب، مما أدى إلى ظهور المزيد من الأوراق النقدية: لمكافحة التزوير، تمت إزالة الأوراق النقدية ذات الفئات الأعلى (بعضها يصل إلى 1000 جنيه إسترليني) من التداول.
لا توجد أوراق نقدية ويلزية متداولة؛ وتستخدم أوراق بنك إنجلترا في جميع أنحاء ويلز. حيث سحبت آخر الأوراق النقدية الويلزية في عام 1908 بعد إغلاق آخر بنك ويلزي، بنك شمال وجنوب ويلز. جرت محاولة في عام 1969 من قبل أحد المصرفيين الويلزيين لإحياء الأوراق النقدية الويلزية، لكن المشروع لم يدم طويلاً ولم تدخل الأوراق النقدية التداول العام.
جميع أوراق بنك إنجلترا الصادرة منذ السلسلة C في عام 1960 حتى يونيو 2024 تصور إليزابيث الثانية، التي كانت ملكة في ذلك الوقت، على الجانب الآخر، على مرأى ومسمع من اليسار؛ تظهر صورتها أيضًا كعلامة مائية مخفية، متجهة نحو اليمين؛ الإصدارات الأخيرة تحتوي على كوكبة EURion الأمنية المضادة لآلات التصوير.
في سبتمبر 2022، وبعد وفاة إليزابيث الثانية، ظهرت تكهنات حول الموعد المحدد الذي سيبدأ فيه بنك إنجلترا في استبدال الأوراق النقدية التي تحمل صورتها بأوراق نقدية تحمل صورة تشارلز الثالث . وبعد انتهاء فترة الحداد، أعلن البنك أن صورة الملك المخصصة لاستخدامها على أوراقه النقدية سيتم إصدارها بحلول نهاية عام 2022. سيتم تداول الأوراق النقدية الجديدة التي تحمل صورة الملك جنبًا إلى جنب مع الأوراق النقدية الموجودة التي تحمل صورة الملكة الراحلة لفترة زمنية غير محددة. أصدر بنك إنجلترا صور الأوراق النقدية المنقحة التي تحتوي على صورة جديدة للملك، بالإضافة إلى رمزه الشخصي، في 20 ديسمبر 2022، ودخلت التداول في 5 يونيو 2024. تستند صورة تشارلز الثالث إلى صورة التقطت له عندما كان في أوائل الستينيات من عمره.
لدى بنك إنجلترا مجموعة من المعايير لاختيار الشخصيات على الأوراق النقدية - في البداية، ينظر إلى من ظهر في السابق، للسماح بانعكاس التنوع في المجتمع. لا يقبل هذا البرنامج الشخصيات الخيالية، أو أي أشخاص أحياء باستثناء الملك الحاكم، ولكنه بدلاً من ذلك يستهدف الأفراد الذين يحظون بإعجاب واسع النطاق، والذين يُعتبر أنهم قدموا مساهمة مهمة للمجتمع والثقافة البريطانية. المعيار الأخير هو أن يكون لدى الفرد صورة شخصية يمكن التعرف عليها بسهولة ومتاحة للاستخدام. لا يلزم أن تكون هذه لوحة فنية، لأنه حتى January 2025، استخدموا منحوتتين وصورتين.

### سلسلة د
في منتصف ستينيات القرن العشرين، وبعد وقت قصير من طرح سلسلة C، اقترح بنك إنجلترا طرح سلسلة جديدة من الأوراق النقدية تحمل صور شخصيات من التاريخ البريطاني. بالإضافة إلى تحسين مظهر الأوراق النقدية، فإن تعقيد التصميمات الجديدة كان يهدف إلى جعل التزوير أكثر صعوبة. وقد أُسندت مهمة تصميم أوراق النقد الجديدة من الفئة D إلى المصمم الداخلي الجديد للبنك، هاري إكليستون، الذي لم يقم بتصميم الأوراق النقدية فحسب، بل قام أيضًا بإنشاء ثلاث صور فردية للملكة.  كان من المتصور في البداية أن يتم إصدار جميع فئات الأوراق النقدية المتداولة آنذاك في إطار السلسلة D. ولتحقيق هذه الغاية، صممت ورقة نقدية من الفئة D بقيمة 10/–، تحمل صورة السير والتر رالي، والتي ستصبح ورقة نقدية بقيمة 50 بنسًا عند تحويلها إلى عشرية، وكان من المفترض أن تكون أول ورقة نقدية من السلسلة الجديدة التي ستصدر قريباً. ومع ذلك، أدى التضخم إلى تقصير العمر المتوقع للورقة النقدية إلى حوالي خمسة أشهر في التداول. ونتيجة لذلك، لم تقدم الورقة النقدية الجديدة، واستبدلت الورقة النقدية بقيمة 10/- بعملة معدنية بقيمة 50 بنسًا في عام 1969. بدلاً من ذلك، كانت ورقة العشرين جنيهًا إسترلينيًا هي أول ورقة نقدية من الفئة D تدخل التداول في عام 1970، مع وجود صورة ويليام شكسبير على الوجه الخلفي.
كما أدى التضخم الجامح خلال سبعينيات القرن العشرين إلى تآكل عمر ورقة الجنيه الإسترليني بشكل كبير، وأوقف إصدار ورقة الجنيه الإسترليني من السلسلة D، والتي تحمل صورة السير إسحاق نيوتن، في عام 1984، بعد استبدالها بعملة معدنية في العام السابق، وسحبت رسميًا من التداول في عام 1988. ومع ذلك، فإن جميع الأوراق النقدية، بغض النظر عن وقت سحبها من التداول، قد تقدم إلى بنك إنجلترا حيث سيقوموا بتبديلها بالأوراق النقدية الحالية. قد تقرر بنوك أخرى أيضًا استبدال الأوراق النقدية القديمة، ولكنها ليست ملزمة بالقيام بذلك.

### السلسلة هـ
عندما قدمت السلسلة E في عام 1990، كلفوا بعمل صورة جديدة للملكة بناءً على صور فوتوغرافية التقطها دون فورد، أحد مصوري بنك إنجلترا. في هذه الصورة، المخصصة لجميع الأوراق النقدية من الفئة E، تظهر الملكة وهي ترتدي تاج فتيات بريطانيا العظمى وإيرلندا، وأقراط الملكة ألكسندرا العنقودية وقلادة اليوبيل الذهبي للملكة فيكتوريا. وأنتجت مجموعتين مختلفتين من السلسلة E، تحتوي كل منهما على مجموعة مختلفة من الشخصيات التاريخية - أول ورقة نقدية من السلسلة E كانت فئة 5 جنيهات إسترلينية تحمل صورة جورج ستيفنسون، تليها فئة 20 جنيهًا إسترلينيًا (مايكل فاراداي)، وفئة 10 جنيهات إسترلينية (تشارلز ديكنز) وفئة الجنيه الاسترليني. 50 (السير جون هوبلون). واستبدلت الفئات الثلاثة السفلية بسلسلة السلسلة E (المتغيرة)، والتي تضم إليزابيث فراي وتشارلز داروين والسير إدوارد إلغار؛ لم تستبدل الورقة النقدية بقيمة 50 جنيهًا إسترلينيًا خلال هذه الفترة.

### سلسلة ف
تتكون أوراق النقد من الفئة F من ورقة نقدية بقيمة 20 جنيهًا إسترلينيًا طرحت في عام 2007 وأخرى بقيمة 50 جنيهًا إسترلينيًا طرحت في عام 2011؛ ولم تصمم أوراق نقدية بقيمة 5 جنيهات إسترلينية أو 10 جنيهات إسترلينية لهذه السلسلة. أعلن عن إطلاقه في 29 أكتوبر 2006 من قبل محافظ بنك إنجلترا. سحبت هذه الأوراق النقدية في 30 سبتمبر 2022، وبعد ذلك لا يمكن استبدالها إلا بأوراق نقدية من الفئة G.
أولى هذه الأوراق النقدية الجديدة، وهي ورقة نقدية بقيمة 20 جنيهًا إسترلينيًا، تحمل صورة الاقتصادي الاسكتلندي آدم سميث، وهو أول اسكتلندي يظهر على ورقة نقدية إنجليزية. (ظهر أول رجل غير إنجليزي، وهو المشير الميداني الأنجلو أيرلندي آرثر ويلزلي، دوق ويلينغتون، على فئة 5 جنيهات إسترلينية من السلسلة D في عام 1971.) كما يظهر سميث أيضًا على الأوراق النقدية فئة 50 جنيهًا إسترلينيًا الصادرة عن بنك كلايدسدال. من المعروف أن الإصدارات السابقة من أوراق النقد فئة 20 جنيهًا إسترلينيًا الصادرة عن بنك إنجلترا عانت من حالات تزوير أعلى (276000 حالة من أصل 290000 حالة قاموا باكتشافها في عام 2007) مقارنة بأي فئة أخرى. وقد دخلت المذكرة، التي تتضمن أيضًا ميزات أمنية معززة، التداول في 13 مارس 2007.
دخلت الورقة النقدية الجديدة التالية من الفئة F، وهي ورقة نقدية بقيمة 50 جنيهًا إسترلينيًا، التداول في 2 نوفمبر 2011. إنها أول ورقة نقدية صادرة عن بنك إنجلترا يظهر على ظهرها شخصين بريطانيين: جيمس وات (اسكتلندي آخر) وماثيو بولتون.

### سلسلة G
في عام 2011، أعلن بنك إنجلترا عن خططه لبدء طرح مجموعة جديدة من الأوراق النقدية، والتي كانت ستصبح سلسلة G. وكجزء من المشاورات الأولية، حصل البنك على رأي حول ما إذا كان ينبغي الاستمرار في تصنيع الأوراق النقدية الجديدة المخطط لها من ورق الأوراق النقدية، أو ما إذا كان ينبغي أن تكون مصنوعة من البوليمر. بعد اتخاذ القرار بالتحول إلى الأوراق النقدية المصنوعة من البوليمر، دخلت أول ورقة نقدية من السلسلة G، وهي ورقة 5 جنيهات إسترلينية مصنوعة من البوليمر، التداول في 13 سبتمبر 2016؛ وورقة 10 جنيهات إسترلينية في 14 سبتمبر 2017؛ وورقة 20 جنيهًا إسترلينيًا في 20 فبراير 2020؛ وورقة 50 جنيهًا إسترلينيًا في 23 يونيو 2021. المادة المستخدمة في صناعة الأوراق النقدية هي مادة البولي بروبيلين ذات الاتجاه ثنائي المحور.
في أبريل 2013، أعلن بنك إنجلترا أن إصدار الأوراق النقدية الجديد المخطط له القادم، والمقصود به ورقة نقدية بقيمة 5 جنيهات إسترلينية في عام 2016، سوف يظهر عليها صورة رئيس الوزراء البريطاني السابق ونستون تشرشل. أثار اختيار تشرشل ليحل محل إليزابيث فراي بعض الجدل حول تمثيل النساء على الأوراق النقدية البريطانية، حيث أثار النقاد مخاوف من أن أوراق بنك إنجلترا ستصور شخصيات ذكورية حصريًا، بخلاف إليزابيث الثانية التي تظهر على كل عملة إسترلينية وأوراق بنك إنجلترا. في يوليو 2013، أُعلن أن تصميم ورقة فئة 10 جنيهات إسترلينية من الفئة F سيحمل صورة للمؤلفة جين أوستن من القرن التاسع عشر. في عام 2015، أعلن البنك أنه يقبل اقتراحات من الجمهور لشخصية من الفنون البصرية لتظهر على ورقة نقدية بقيمة 20 جنيهًا إسترلينيًا لتحل محل آدم سميث، مع طرح الورقة النقدية الجديدة في عام 2020. في أبريل 2016، أُعلن أنه اختار JMW Turner للظهور على الورقة النقدية الجديدة بقيمة 20 جنيهًا إسترلينيًا.
في سبتمبر 2013، افتتح بنك إنجلترا فترة من التشاور العام حول طرح الأوراق النقدية المصنوعة من البوليمر أو البلاستيك، والتي ستطرح للتداول اعتبارًا من عام 2016 إذا قاموا بدعم المقترحات. ستكون الأوراق النقدية البوليمرية «أصغر بنحو 15%» من الأوراق النقدية التي سيقوموا باستبدالها. وفي أعقاب المشاورات، أكد البنك في ديسمبر/كانون الأول 2013 أن الأوراق النقدية البلاستيكية أو البوليمرية سوف تدخل التداول في عام 2016 مع طرح ورقة نقدية بقيمة 5 جنيهات إسترلينية تحمل صورة السير ونستون تشرشل. وقال متحدث باسم شركة لينك، الشركة التي تدير العديد من ماكينات صرف النقود في المملكة المتحدة، إنه ستكون هناك حاجة إلى استثمارات كبيرة حيث ستكون هناك حاجة إلى تعديل الماكينات لتناسب أوراق النقد البوليمرية بقيمة 5 جنيهات إسترلينية، والتي ستكون أصغر من الأوراق النقدية السابقة. طرحت ورقة نقدية من فئة 10 جنيهات إسترلينية تحمل صورة جين أوستن للتداول في سبتمبر 2017. تُظهر العملة المعدنية فئة 20 جنيهًا إسترلينيًا JMW Turner، والاقتباس «الضوء هو لون إذن» من محاضرة ألقاها تيرنر عام 1818، ومنظرًا للوحة The Fighting Temeraire.
في مارس 2018، بدأت وزارة الخزانة مشاورات تبحث في السحب المحتمل لورقة الخمسين جنيهًا إسترلينيًا، بالإضافة إلى عملات البنس الواحد والبنسين، على أساس أنها تستخدم بشكل أقل بكثير من الفئات الأخرى، مع وجود سبب إضافي وراء ورقة الخمسين جنيهًا إسترلينيًا وهو تصور المملكة المتحدة لاستخدامها في غسيل الأموال والتهرب الضريبي والجرائم المالية الأخرى، على الرغم من الطلب عليها في الخارج. طرحت نسخة السلسلة F في عام 2011، في حين ظلت سابقتها متداولة لمدة عشرين عامًا، لذلك كان هناك بعض الاعتبارات لسحب فئة 50 جنيهًا إسترلينيًا بالكامل كطريقة لمكافحة التهرب الضريبي، وحقيقة أن المعاملات النقدية باستخدام مثل هذه الفئة العالية القيمة أصبحت نادرة بشكل متزايد. ومع ذلك، أعلن بنك إنجلترا في أكتوبر 2018 عن خططه لطرح ورقة نقدية من فئة 50 جنيهًا إسترلينيًا من البوليمر من السلسلة G، بعد المراجعة التي أجرتها الحكومة. من المقرر طرح الورقة النقدية الجديدة بقيمة 50 جنيهًا إسترلينيًا بمجرد إصدار الورقة النقدية فئة 20 جنيهًا إسترلينيًا من السلسلة G والتي تحمل صورة JMW Turner. في يوليو 2019، أُعلن أن الورقة النقدية الجديدة ستضم رائد الكمبيوتر آلان تورينج، من صورة التقطها استوديو التصوير الفوتوغرافي إليوت وفراي في عام 1951، وجدول صيغ من عمل تورينج عام 1936 <i id="mwBcw">حول الأرقام القابلة للحساب، مع تطبيق على مشكلة الحل</i>، وصورة لآلة محرك الحوسبة الأوتوماتيكي، والرسومات الفنية لآلة القنبلة البريطانية، والاقتباس «هذه مجرد مقدمة لما هو آت، وظل لما سيكون» من مقابلة أجراها تورينج مع صحيفة التايمز في 11 يونيو 1949، وشريط أخبار يظهر تاريخ ميلاد تورينج في الكود الثنائي.

### أوراق مالية عالية القيمة
ولم يصدر بنك إنجلترا أوراقا نقدية بقيمة أعلى من 50 جنيها إسترلينيا للتداول العام منذ عام 1945، على الرغم من أن البنوك في اسكتلندا وأيرلندا الشمالية لا تزال تستخدم أوراقا نقدية بقيمة 100 جنيه إسترليني. ومع ذلك، يقوم بنك إنجلترا بإصدار أوراق نقدية ذات قيمة أعلى يتم استخدامها للحفاظ على التكافؤ مع الأوراق النقدية الاسكتلندية وأيرلندا الشمالية. يجب أن تكون الأوراق النقدية الصادرة عن البنوك الاسكتلندية والأيرلندية الشمالية مدعومة بجنيه مقابل جنيه من أوراق بنك إنجلترا، وأوراق نقدية خاصة بقيمة 1 جنيه إسترليني. مليون و100 جنيه استرليني تستخدم ملايين الأوراق النقدية لهذا الغرض. يعتمد تصميمها على أوراق نقدية قديمة من الفئة A.

## اسكتلندا وايرلندا الشمالية
وفي حين فقدت البنوك الإقليمية في إنجلترا وويلز الحق في إصدار العملة الورقية بشكل كامل، استمرت ممارسة إصدار الأوراق النقدية الخاصة في اسكتلندا وأيرلندا الشمالية. يعود حق البنوك الاسكتلندية في إصدار الأوراق النقدية إلى المؤلف السير والتر سكوت، الذي شن في عام 1826 حملة للاحتفاظ بالأوراق النقدية الاسكتلندية تحت الاسم المستعار مالاكي مالاجروثر. كان سكوت يخشى أن يؤدي فرض قيود على الأوراق النقدية الخاصة، والتي اقترحها قانون المصرفيين (اسكتلندا) لعام 1826، إلى عواقب اقتصادية سلبية إذا أقرت في اسكتلندا لأن الذهب والفضة كانا نادرين وكانت التجارة الاسكتلندية تعتمد على الأوراق النقدية الصغيرة كوسيلة رئيسية لتداول الأموال.
تعتبر الأوراق النقدية الاسكتلندية والأيرلندية الشمالية غير عادية، أولاً لأنها تصدر عن البنوك التجارية، وليس البنوك المركزية، وثانيًا، لأنها من الناحية الفنية ليست عملة قانونية في أي مكان في المملكة المتحدة - حتى في اسكتلندا أو أيرلندا الشمالية - لأنها في الواقع عبارة عن سندات إذنية.
لدى ستة بنوك تجزئة سلطة وزارة الخزانة البريطانية لإصدار أوراق نقدية بالجنيه الإسترليني كعملة. وعلى الرغم من ذلك، يمكن رفض الأوراق النقدية حسب تقدير المستفيدين في إنجلترا وويلز، وكثيراً ما لا تقبلها البنوك ومكاتب الصرافة خارج المملكة المتحدة. وهذا صحيح بشكل خاص في حالة ورقة النقد بقيمة 1 جنيه إسترليني الصادرة عن بنك رويال بنك أوف اسكتلندا، وهي الورقة النقدية الوحيدة من فئة 1 جنيه إسترليني التي ظلت متداولة داخل المملكة المتحدة.
في عام 2000، أشار البنك المركزي الأوروبي إلى أنه في حالة انضمام المملكة المتحدة إلى اليورو، فسوف يتعين على البنوك الاسكتلندية (وبالتالي البنوك الأيرلندية الشمالية) التوقف عن إصدار الأوراق النقدية. خلال الأزمة المالية 2007-2008 ، كان مستقبل الأوراق النقدية الخاصة في المملكة المتحدة غير مؤكد حيث أنقذت حكومة المملكة المتحدة العديد من البنوك من الانهيار. أقر قانون البنوك لعام 2009 لتحسين الحماية لحاملي الأوراق النقدية الصادرة عن البنوك المعتمدة، بحيث تتمتع الأوراق النقدية بنفس مستوى القيمة المضمونة لتلك الموجودة في أوراق بنك إنجلترا. أعرب منتقدو قانون عام 2009 عن مخاوفهم من أنه قد يقيد إصدار الأوراق النقدية من قبل البنوك التجارية في اسكتلندا وأيرلندا الشمالية من خلال إزالة العديد من أحكام القوانين السابقة المذكورة أعلاه. وبموجب المقترحات الأصلية، كانت البنوك ستضطر إلى إيداع أموال بالجنيه الإسترليني لدى بنك إنجلترا لتغطية إصدارات الأوراق النقدية الخاصة لمدة أسبوع كامل، بدلاً من عطلة نهاية الأسبوع، وبالتالي خسارة أربعة أيام من الفائدة وجعل إنتاج الأوراق النقدية غير قابل للاستمرار مالياً. وبعد مفاوضات بين وزارة الخزانة البريطانية وبنك إنجلترا والبنوك الاسكتلندية، تم الاتفاق على أن الصناديق سوف تكسب فائدة، مما يسمح لها بمواصلة إصدار سنداتها الخاصة.
خلال المناقشة العامة التي سبقت استفتاء استقلال اسكتلندا عام 2014، تمت مناقشة مسألة العملة المستقبلية لاسكتلندا. في حين دعا الحزب الوطني الاسكتلندي إلى إنشاء اتحاد نقدي بين اسكتلندا المستقلة والمملكة المتحدة المتبقية، أصدرت وزارة الخزانة البريطانية بيانًا في أبريل 2013 يفيد بأن العلاقة الحالية مع بنك إنجلترا يمكن أن تتغير بعد الاستقلال، مما قد يؤدي إلى فقدان البنوك الاسكتلندية القدرة على إصدار الأوراق النقدية المدعومة بأموال بنك إنجلترا.

### اسكتلندا
حتى عام 1701، كانت اسكتلندا تصدر جنيهها الخاص، وهو الجنيه الاسكتلندي. يخضع إصدار الأوراق النقدية المصرفية بالتجزئة في اسكتلندا لقانون ميثاق البنك لعام 1844، وقانون الأوراق النقدية (اسكتلندا) لعام 1845، وقانون العملة والأوراق النقدية لعام 1928، وقانون العملات المعدنية لعام 1971. وبموجب بعض هذه القوانين، ينشر مفوضو الإيرادات والجمارك تقريرًا عن «كمية الأوراق النقدية المسموح بإصدارها بموجب القانون من قبل البنوك المختلفة في اسكتلندا، والمبلغ المتوسط للأوراق النقدية المتداولة، والأوراق النقدية والعملات المعدنية التي يحتفظ بها بنك إنجلترا» في الجريدة الرسمية بلندن. انظر على سبيل المثال الجريدة الرسمية العدد 58254 المنشور بتاريخ 21 فبراير 2007 على الصفحة 2544.

#### أوراق نقدية من بنك اسكتلندا
تحمل جميع أوراق بنك اسكتلندا صورة السير والتر سكوت على الوجه الأمامي تخليداً لحملته عام 1826 تحت مسمى ملاكاي مالاغروثر من أجل احتفاظ البنوك الاسكتلندية بحق إصدار أوراقها الخاصة. تُعرف إعادة تصميم الأوراق النقدية التي أصدرها بنك اسكتلندا في عام 2007 باسم سلسلة جسور اسكتلندا. طرحت هذه الأوراق النقدية في الأسواق في 17 سبتمبر 2007، وتظهر على الجانب الخلفي منها الجسور الأكثر شهرة في اسكتلندا. حالياً يقوموا بتحديث سلسلة جسور اسكتلندا بإصدار أوراق نقدية بوليمر جديدة بتصميمات تتبع نفس الموضوع الأساسي «الجسور». سحبت أوراق النقد من سلسلة Tercentenary السابقة من التداول واستبدالها بسلسلة 2007 (أو سلسلة البوليمر كما يتم إصدارها)، ولكنها تظل عملة قانونية. في أعقاب الإعلان عن استحواذ لويدز تي إس بي على شركة HBOS (الشركة الأم لبنك اسكتلندا) في سبتمبر 2008، أكدوا على أن الشركة المصرفية الجديدة ستستمر في طباعة الأوراق النقدية تحت اسم بنك اسكتلندا. وفقًا لقانون الأوراق النقدية (اسكتلندا) لعام 1845، كان من الممكن أن يفقد البنك حقوق إصدار الأوراق النقدية، ولكن من خلال الاحتفاظ بمقره الرئيسي داخل اسكتلندا، سيستمر إصدار الأوراق النقدية.
| صورة                                | فئة                                 | وجه العملة                          | يعكس                                |
| سلسلة الذكرى المئوية الثالثة (1995) | سلسلة الذكرى المئوية الثالثة (1995) | سلسلة الذكرى المئوية الثالثة (1995) | سلسلة الذكرى المئوية الثالثة (1995) |
| ----------------------------------- | ----------------------------------- | ----------------------------------- | ----------------------------------- |
|                                     | 5 جنيهات إسترلينية                  | السير والتر سكوت                    | صورة مصغرة عن النفط والطاقة         |
|                                     | 10 جنيهات إسترلينية                 | السير والتر سكوت                    | رسم توضيحي للتقطير والتخمير         |
|                                     | 20 جنيها إسترلينيا                  | السير والتر سكوت                    | ملخص التعليم والبحث                 |
|                                     | 50 جنيها إسترلينيا                  | السير والتر سكوت                    | لمحة عن الفنون والثقافة             |
|                                     | 100 جنيه استرليني                   | السير والتر سكوت                    | لمحة موجزة عن الترفيه والسياحة      |
| سلسلة جسور اسكتلندا (2007)          |                                     |                                     |                                     |
|                                     | 5 جنيهات إسترلينية                  | السير والتر سكوت                    | بريج أو دون                         |
|                                     | 10 جنيهات إسترلينية                 | السير والتر سكوت                    | جسر جلينفينان                       |
|                                     | 20 جنيها إسترلينيا                  | السير والتر سكوت                    | الجسر الرابع                        |
|                                     | 50 جنيها إسترلينيا                  | السير والتر سكوت                    | عجلة فالكيرك                        |
|                                     | 100 جنيه استرليني                   | السير والتر سكوت                    | جسر كيسوك                           |
| سلسلة البوليمر (منذ 2016 فصاعدًا)    |                                     |                                     |                                     |
|                                     | 5 جنيهات إسترلينية                  | السير والتر سكوت                    | بريج أو دون                         |
|                                     | 10 جنيهات إسترلينية                 | السير والتر سكوت                    | جسر جلينفينان                       |
|                                     | 20 جنيها إسترلينيا                  | السير والتر سكوت                    | الجسر الرابع                        |
|                                     | 50 جنيها إسترلينيا                  | السير والتر سكوت                    | عجلة فالكيرك                        |
|                                     | 100 جنيه استرليني                   | السير والتر سكوت                    | الدكتورة فلورا موراي                |

#### أوراق نقدية من بنك رويال بنك أوف اسكتلندا
اعتبارًا من أغسطس 2017، أصبح بنك رويال اسكتلندا في عملية اعتماد سلسلة جديدة من الأوراق النقدية. سيتم تصنيعها من البوليمر. وقد أصدرت ورقتين نقديتين (الورقتان فئة 5 و10 جنيهات إسترلينية)، في حين يجري تصميم ورقة نقدية جديدة فئة 20 جنيها إسترلينيا. تُظهر الورقة النقدية بقيمة 5 جنيهات إسترلينية صورة نان شيبرد على الوجه الأمامي مصحوبة باقتباس من كتابها «الجبل الحي» الصادر عام 1977، وكيرنجورمز في الخلفية. يظهر على الوجه الخلفي سمكتان من الماكريل، مع مقتطف من قصيدة An Roghainn (الاختيار) للشاعر الغالي الاسكتلندي سورلي ماكلين. يظهر الوجه الأمامي للورقة النقدية بقيمة 10 جنيهات إسترلينية صورة ماري سومرفيل، مع اقتباس من عملها «ارتباط العلوم الفيزيائية»، وشاطئ بيرنتيسلاند في الخلفية. يظهر على الوجه الخلفي اثنين من ثعالب الماء ومقتطف من قصيدة «Moorings» للشاعر نورمان ماكايج. سيظهر على وجه الورقة النقدية بقيمة 20 جنيهًا إسترلينيًا، والتي ستطرح في عام 2020، صورة كاثرين كرانستون.
وتظل السلسلة السابقة من أوراق النقد الصادرة عن بنك رويال بنك أوف سكوتلاند، والتي صدرت في الأصل عام 1987، قيد التداول، على الرغم من أنها الآن في طور الاستبدال بأوراق النقد البوليمرية. يوجد على وجه كل ورقة نقدية صورة للورد إيلاي (1682-1761)، أول محافظ للبنك، استنادًا إلى صورة رسمها الفنان ألان رامزي من إدنبرة في عام 1744. وتتضمن واجهة الأوراق النقدية أيضًا نقشًا للمقر الرئيسي السابق للبنك في ساحة سانت أندرو في إدنبرة. إن الخلفية الرسومية على جانبي الأوراق النقدية عبارة عن تصميم نجمة شعاعية يعتمد على السقف المزخرف لقاعة البنك في مبنى المقر الرئيسي القديم. يوجد على ظهر الأوراق النقدية صور لقلاع اسكتلندية، مع قلعة مختلفة لكل فئة.
في بعض الأحيان يصدر بنك رويال اسكتلندا أوراق نقدية تذكارية. وتشمل الأمثلة ورقة نقدية بقيمة 1 جنيه إسترليني صدرت بمناسبة الذكرى السنوية الـ 150 لميلاد ألكسندر جراهام بيل في عام 1997، وورقة نقدية بقيمة 20 جنيهاً إسترلينياً صدرت بمناسبة الذكرى المئوية لميلاد الملكة إليزابيث الملكة الأم في عام 2000، وورقة نقدية بقيمة 5 جنيهات إسترلينية صدرت لتكريم لاعب الجولف المخضرم جاك نيكلاوس في آخر بطولة مفتوحة تنافسية له في سانت أندروز في عام 2005، وورقة نقدية بقيمة 10 جنيهات إسترلينية صدرت في ذكرى اليوبيل الماسي لجلوس الملكة إليزابيث الثانية في عام 2012. تحظى هذه الأوراق النقدية بطلب كبير من قبل هواة جمع العملات، ونادرًا ما تظل متداولة لفترة طويلة.
| صورة                                 | فئة                 | وجه العملة         | يعكس                                     |
| سلسلة إيلاي (1987)                   | سلسلة إيلاي (1987)  | سلسلة إيلاي (1987) | سلسلة إيلاي (1987)                       |
| ------------------------------------ | ------------------- | ------------------ | ---------------------------------------- |
|                                      | 1 جنيه استرليني     | اللورد ايلاي       | قلعة ادنبره                              |
|                                      | 5 جنيهات إسترلينية  | اللورد ايلاي       | قلعة كولزيان                             |
|                                      | 10 جنيهات إسترلينية | اللورد ايلاي       | قلعة جلاميس                              |
|                                      | 20 جنيها إسترلينيا  | اللورد ايلاي       | قلعة بروديك                              |
|                                      | 50 جنيها إسترلينيا  | اللورد ايلاي       | قلعة إينفيرنيس (تم افتتاحها في عام 2005) |
|                                      | 100 جنيه استرليني   | اللورد ايلاي       | قلعة بالمورال                            |
| سلسلة نسيج الطبيعة (منذ 2016 فصاعدًا) |                     |                    |                                          |
|                                      | 5 جنيهات إسترلينية  | نان شيبرد          | سمك الأسقمري البحري                      |
|                                      | 10 جنيهات إسترلينية | ماري سومرفيل       | قضاعة                                    |
|                                      | 20 جنيها إسترلينيا  | كاثرين كرانستون    | السنجاب الأحمر                           |
|                                      | 50 جنيها إسترلينيا  | فلورا ستيفنسون     | عقاب السمك                               |

#### أوراق نقدية من بنك كلايدسديل
يوجد لدى بنك كلايدسدال ثلاث سلاسل من الأوراق النقدية قيد التداول في الوقت الحاضر. بدأت أحدث مجموعة من الأوراق النقدية، سلسلة البوليمر، في التداول في مارس 2015، عندما أصبح بنك كلايدسدال أول بنك في بريطانيا العظمى يصدر أوراق نقدية من البوليمر. تحتوي الأوراق النقدية التذكارية بقيمة 5 جنيهات إسترلينية، والتي صدرت بمناسبة الذكرى السنوية الـ 125 لبناء جسر فورث، على العديد من ميزات الأمان الجديدة بما في ذلك رسم عاكس مطبوع على «نافذة» شفافة في الورقة النقدية. حيث سيقوموا بطرح المزيد من الأوراق النقدية في سلسلة البوليمر بمرور الوقت، لتحل محل الأوراق النقدية الورقية السابقة.
وتستمر الأوراق النقدية المصنوعة من البوليمر في موضوع سلسلة التراث العالمي من الأوراق النقدية الورقية، التي تم تقديمها في خريف عام 2009. تصور كل ورقة نقدية جديدة شخصية اسكتلندية بارزة مختلفة على الوجه الأمامي، وتحمل على الوجه الخلفي رسمًا لأحد مواقع التراث العالمي لليونسكو في اسكتلندا.
تصور الأوراق النقدية من سلسلة Famous Scots Series السابقة شخصيات تاريخية اسكتلندية بارزة إلى جانب العناصر والمواقع المرتبطة بها.
يصدر بنك كلايدسديل أيضًا في بعض الأحيان أوراقًا نقدية بإصدارات خاصة، مثل ورقة نقدية بقيمة 10 جنيهات إسترلينية للاحتفال برعاية البنك لفريق اسكتلندا في دورة ألعاب الكومنولث 2006

### أيرلندا الشمالية
في أيرلندا الشمالية، تمارس ثلاثة بنوك تجزئة حقها في إصدار أوراق نقدية بالجنيه الإسترليني: بنك أيرلندا، وبنك دانسك (بنك نورثرن سابقًا)، وبنك أولستر. اعتبارًا من 2020 يعد بنك نورثرن وبنك أولستر البنكين الوحيدين اللذين أصدرا أوراقًا نقدية تذكارية خاصة حتى الآن.
حتى يونيو 2020، أصدر بنك First Trust Bank (المعروف سابقًا باسم Allied Irish Banks والآن AIB (NI) ) أوراقه النقدية الخاصة ولكنه لم يعد يفعل ذلك.

#### أوراق نقدية من بنك أيرلندا
يحتفظ بنك أيرلندا بحقوق إصدار الأوراق النقدية مثل البنوك الأخرى في أيرلندا الشمالية، وفي حين يقع المقر الرئيسي لبنك أيرلندا في دبلن، فإنه يصدر أوراقًا نقدية بالجنيه الإسترليني داخل المملكة المتحدة. على الرغم من اسمه، فإن بنك أيرلندا ليس بنكًا مركزيًا، ولم يكن كذلك أبدًا؛ فهو بنك تجزئة. ولا ينبغي الخلط بين أوراقها النقدية الإسترليني والأوراق النقدية من الجنيه الأيرلندي السابق والتي كانت قيد الاستخدام في جمهورية أيرلندا قبل اعتماد اليورو في عام 2001.
الأوراق النقدية الصادرة عن بنك أيرلندا لها تصميم موحد، مع فئات 5 جنيهات إسترلينية، و 10 جنيهات إسترلينية، و20 جنيهاً إسترلينياً، و 50 جنيهاً إسترلينياً، و 100 جنيه إسترليني كل منها مختلفة حسب اللون. تتضمن جميع الأوراق النقدية رسمًا لامرأة جالسة، هيبرنيا، والدروع الملكية لمقاطعات أيرلندا الشمالية. حتى أبريل 2008، كانت جميع أوراق النقد الصادرة عن بنك أيرلندا تحمل صورة لجامعة كوينز في بلفاست على الجانب الخلفي. أصدرت سلسلة جديدة من الأوراق النقدية بقيمة 5 و10 و20 جنيهًا إسترلينيًا في أبريل 2008، وتصور معمل تقطير بوشميلز القديم، وستحل هذه الأوراق النقدية الجديدة محل السلسلة السابقة تدريجيًا مع سحب الأوراق النقدية القديمة من التداول. في عام 2019، أصدر بنك أيرلندا أوراق نقدية بوليمرية جديدة بنفس تصميم نظيراتها الورقية ولكن بنفس حجم نظيراتها الصادرة عن بنك إنجلترا.

#### بنك فيرست تراست
حتى يونيو 2020، أصدر بنك فيرست تراست أوراقًا نقدية بفئات 10 جنيهات إسترلينية، و20 جنيهًا إسترلينيًا، و50 جنيهًا إسترلينيًا، و100 جنيه إسترليني. تحمل الأوراق النقدية صورًا لأشخاص عاديين من أيرلندا الشمالية على الوجه الأمامي مع رسوم توضيحية متنوعة على الوجه الخلفي. حتى عام 1993، كان البنك يصدر أوراقًا نقدية تحت اسمه التجاري السابق، Allied Irish Banks.
| فئة                 | وجه العملة          | يعكس                                  |
| ------------------- | ------------------- | ------------------------------------- |
| 10 جنيهات إسترلينية | شاب عادي            | السفينة جيرونا                        |
| 20 جنيها إسترلينيا  | امرأة عجوز عامة     | المدخنة في لاكادا بوينت، ممر العمالقة |
| 50 جنيها إسترلينيا  | رجل عجوز عادي       | ميدالية تذكارية وملائكة من عام 1588   |
| 100 جنيه استرليني   | رجل عجوز وامرأة معا | الأسطول الإسباني                      |

في فبراير 2019، أعلنت شركة فيرست تراست أنها ستتوقف عن إصدار الأوراق النقدية الخاصة بها، مع الانسحاب النهائي في 30 يونيو 2020. ظلت الأوراق النقدية المتداولة عملة قانونية حتى 30 يونيو 2022، وبعد ذلك يمكن استبدالها بأوراق نقدية أخرى من الجنيه الإسترليني في فروع البنك.

#### بنك دانسك
في عام 2012، تبنى بنك نورثرن اسم شركته الأم ومقرها كوبنهاجن، مجموعة بنك دانسك، وأعاد تسمية عملياته المصرفية للأفراد. في يونيو 2013، أصدر البنك سلسلة جديدة من الأوراق النقدية بقيمة 10 جنيهات إسترلينية و20 جنيهاً إسترلينياً تحمل الاسم التجاري الجديد؛ وفي الوقت نفسه أعلن أيضاً أنه سيتوقف عن إنتاج الأوراق النقدية بقيمة 50 جنيهاً إسترلينياً و100 جنيه إسترليني. ستظل الأوراق النقدية القديمة التي تحمل اسم البنك الشمالي قيد التداول لبعض الوقت حيث تسحب بالتدريج، وستظل أشكالًا مقبولة للدفع. على الرغم من الاسم الدنماركي على الأوراق النقدية الجديدة، فإن الأوراق النقدية الصادرة عن بنك دانسك هي أوراق نقدية بالجنيه الإسترليني ويجب عدم الخلط بينها وبين الأوراق النقدية بالكرونة الدنماركية الصادرة عن بنك دانماركس الوطني.
لا يصدر بنك دانسك أوراق نقدية بقيمة 5 جنيهات إسترلينية، ولكن أصدر بنك نورثرن ورقة نقدية تذكارية بقيمة 5 جنيهات إسترلينية بمناسبة عام 2000؛ وكانت عبارة عن ورقة نقدية من البوليمر، مطبوعة على بوليمر صناعي بدلاً من الورق. إنها العملة الوحيدة من أوراق البنك التي صدرت قبل عام 2004 والتي لا تزال متداولة؛ وسحبت جميع الأوراق الأخرى بعد إصدار 26.5 جنيه إسترليني.<span typeof="mw:Entity" id="mwCJA">&nbsp;</span>سرقة مليون جنيه إسترليني من مقرها الرئيسي في بلفاست في عام 2004.
| فئة                 | وجه العملة                             | يعكس                                                        |
| ------------------- | -------------------------------------- | ----------------------------------------------------------- |
| 5 جنيهات إسترلينية  | شكل "ألفا" (α)، النظام الشمسي ، النجوم | النجوم، الكرة الأرضية، الدوائر الإلكترونية، والمكوك الفضائي |
| 10 جنيهات إسترلينية | جي بي دنلوب                            | قبة وواجهة مبنى بلدية بلفاست                                |
| 20 جنيها إسترلينيا  | هاري فيرجسون                           | قبة وواجهة مبنى بلدية بلفاست                                |
| 50 جنيهاً استرلينياً  | السير إس سي ديفيدسون                   | قبة وواجهة مبنى بلدية بلفاست                                |
| 100 جنيه استرلينياً  | جيمس مارتن                             | قبة وواجهة مبنى بلدية بلفاست                                |

اعتبارًا من عام 2019، يصدر بنك Danske Bank فقط فئات 10 جنيهات إسترلينية و20 جنيهًا إسترلينيًا.

#### بنك أولستر
تتضمن جميع أوراق النقد البنكية في أولستر صورة مصغرة لثلاث مناظر لأيرلندا الشمالية: جبال مورن، وجسر الملكة إليزابيث، وجسر العمالقة. الأوراق النقدية الصادرة اعتبارًا من 1 يناير 2007 تحمل شعار «عجلة الأقحوان» الخاص ببنك رويال بنك أوف اسكتلندا.
في نوفمبر 2006، أصدر بنك أولستر أول ورقة نقدية تذكارية - وهي إصدار من مليون ورقة نقدية بقيمة 5 جنيهات إسترلينية لإحياء الذكرى السنوية الأولى لوفاة لاعب كرة القدم الأيرلندي الشمالي جورج بيست.
في يونيو 2018، أعلن بنك أولستر عن تقديم سلسلة جديدة من تصميمات الأوراق النقدية البوليمرية، وهي الأولى في المملكة المتحدة التي يكون لها اتجاه عمودي. صممت السلسلة الجديدة حول موضوع «العيش في الطبيعة»، مع تسليط الضوء على السمات النباتية والحيوانية والجغرافية لأيرلندا الشمالية. كانت أولى الأوراق النقدية التي تم الإعلان عنها هي الورقة النقدية بقيمة خمسة جنيهات إسترلينية، والتي تتميز بصور بحيرة سترانجفورد، وأوزة برنت والفوشيا، وقد صممت باستخدام موضوع «الهجرة»، في حين أن الورقة النقدية بقيمة عشرة جنيهات إسترلينية، والتي تحمل موضوع «النمو»، تتميز بصور بحيرة إيرن، والأرنب الأيرلندي وزهرة غيلدر. في أغسطس 2019، كشفت عن تصميم ورقة نقدية جديدة بقيمة عشرين جنيهًا إسترلينيًا، مع فكرة أيرلندا الشمالية باعتبارها «موطنًا»، وصور بما في ذلك بحيرة نياغ، والثعبان الأوروبي، وزهرة الزعرور.
كجزء من نقل أعمال Ulster Bank Limited إلى National Westminster Bank PLC الذي تم الانتهاء منه في 3 مايو 2021، في عام 2020 تم نقل الحق في إصدار الأوراق النقدية من Ulster Bank Limited إلى National Westminster Bank PLC.

## جزر القنال
تتجمع جزر القنال لأغراض إدارية في مقاطعتي جيرسي وغيرنزي. الجزر ليست جزءًا من المملكة المتحدة ولكنها تابعة للتاج البريطاني وتشارك في اتحاد نقدي مع المملكة المتحدة. تصدر كل من جيرسي وغيرنزي أوراقها النقدية الخاصة بها. يتم تداول هذه الأوراق النقدية بحرية بين المنطقتين، لذلك تُستخدم أوراق جيرسي النقدية عادةً في غيرنزي، والعكس صحيح. لم تعد الأوراق النقدية الخاصة متداولة في جزر القنال. تُعد هذه الأوراق النقدية بمثابة عطاء قانوني في ولاياتها القضائية ولكنها ليست عطاء قانوني في المملكة المتحدة.
كما أن حكومة ألديرني (وهي جزء من مقاطعة غيرنزي) مرخصة أيضًا بإصدار عملتها الخاصة، وهي جنيه ألديرني، ولكنها تسك عملات إسترلينية تذكارية خاصة فقط ولا تصدر أوراقًا نقدية.